# British Steel (album)
British Steel is het zesde studioalbum van de Britse heavymetalband Judas Priest, uitgebracht in 1980. Het is een van de populairste en succesvolste albums van de band en wordt samen met Sad Wings of Destiny, Stained Class, Screaming for Vengeance en Painkiller als hun beste album gezien. Het album is qua sound hetzelfde als Killing Machine. Met dit album wist Judas Priest goed door te breken; Breaking the Law en Living after Midnight werden zeer succesvolle singles en de videoclips van die nummers werden vaak op MTV afgespeeld. Ook live worden deze nummers vaak gespeeld door de band.

## Tracklisting
1. "Rapid Fire" – 4:08
2. "Metal Gods" – 4:00
3. "Breaking the Law" – 2:35
4. "Grinder" – 3:58
5. "United" – 3:35
6. "You Don't Have to be Old to be Wise" – 5:04
7. "Living After Midnight" – 3:31
8. "The Rage" – 4:44
9. "Steeler" – 4:30

### Bonustracks 2001
1. "Red White & Blue" – 3:42
2. "Grinder" (Live) – 4:49